# Daniel Aase
Daniel Aase (22 giugno 1989) è un ex giocatore di calcio a 5 ed ex calciatore norvegese, di ruolo attaccante.

## Carriera
Aase è cresciuto nelle giovanili dello Start, dove ha giocato dal 1994 al 2007, prima di trasferirsi al Vindbjart nel 2008. Il 22 luglio 2015 ha fatto ritorno allo Start, con la formula del prestito con diritto di riscatto. Ha scelto la maglia numero 9. Il 24 luglio ha così potuto effettuare l'esordio in Elitserien, schierato titolare nella sconfitta casalinga per 0-3 contro il Viking. Il 23 ottobre ha trovato la prima rete nella massima divisione locale, nel pareggio interno per 1-1 contro il Mjøndalen. Il 4 dicembre 2015, lo Start ha esercitato il suo diritto di riscatto e Aase ha firmato un contratto triennale con il club.
Il 26 settembre 2016, a seguito della sconfitta per 2-0 arrivata sul campo del Viking, lo Start è matematicamente retrocesso in 1. divisjon, con quattro giornate d'anticipo sulla fine del campionato. Si è riguadagnato un posto in Eliteserien al termine del campionato 2017.
Il 9 luglio 2018, lo Jerv ha annunciato l'ingaggio di Aase, che si è legato al nuovo club con un contratto valido per i successivi due anni e mezzo: il trasferimento sarebbe stato ratificato alla riapertura del calciomercato locale, prevista per il 19 luglio. Si è ritirato dal calcio professionistico al termine del campionato 2020.
Conta una presenza per la Nazionale di calcio a 5 della Norvegia.

## Statistiche

### Presenze e reti nei club
Statistiche aggiornate al 25 dicembre 2020.
| Stagione         | Club             | Campionato       | Campionato | Campionato | Coppe nazionali | Coppe nazionali | Coppe nazionali | Coppe continentali | Coppe continentali | Coppe continentali | Supercoppe | Supercoppe | Supercoppe | Totale | Totale |
| Stagione         | Club             | Comp             | Pres       | Reti       | Comp            | Pres            | Reti            | Comp               | Pres               | Reti               | Comp       | Pres       | Reti       | Pres   | Reti   |
| ---------------- | ---------------- | ---------------- | ---------- | ---------- | --------------- | --------------- | --------------- | ------------------ | ------------------ | ------------------ | ---------- | ---------- | ---------- | ------ | ------ |
| 2008             | Vindbjart        | 2D               | ?          | ?          | CN              | ?               | ?               | -                  | -                  | -                  | -          | -          | -          | ?      | ?      |
| 2009             | Vindbjart        | 2D               | ?          | ?          | CN              | ?               | ?               | -                  | -                  | -                  | -          | -          | -          | ?      | ?      |
| 2010             | Vindbjart        | 2D               | ?          | ?          | CN              | ?               | ?               | -                  | -                  | -                  | -          | -          | -          | ?      | ?      |
| 2011             | Vindbjart        | 2D               | ?          | ?          | CN              | ?               | ?               | -                  | -                  | -                  | -          | -          | -          | ?      | ?      |
| 2012             | Vindbjart        | 2D               | 24         | 4          | CN              | 1               | 0               | -                  | -                  | -                  | -          | -          | -          | 25     | 4      |
| 2013             | Vindbjart        | 2D               | 19         | 3          | CN              | 1               | 0               | -                  | -                  | -                  | -          | -          | -          | 20     | 3      |
| 2014             | Vindbjart        | 2D               | 25         | 9          | CN              | 0               | 0               | -                  | -                  | -                  | -          | -          | -          | 25     | 9      |
| gen.-lug. 2015   | Vindbjart        | 2D               | 12         | 2          | CN              | 3               | 0               | -                  | -                  | -                  | -          | -          | -          | 15     | 2      |
| Totale Vindbjart | Totale Vindbjart | Totale Vindbjart | 80+        | 18+        |                 | 5+              | 0+              |                    | -                  | -                  |            | -          | -          | 85+    | 18+    |
| lug.-dic. 2015   | Start            | ES               | 10+1       | 1          | CN              | -               | -               | -                  | -                  | -                  | -          | -          | -          | 11     | 1      |
| 2016             | Start            | ES               | 10         | 0          | CN              | 1               | 0               | -                  | -                  | -                  | -          | -          | -          | 11     | 0      |
| 2017             | Start            | 1D               | 28         | 4          | CN              | 1               | 2               | -                  | -                  | -                  | -          | -          | -          | 29     | 6      |
| gen.-lug. 2018   | Start            | ES               | 0          | 0          | CN              | 0               | 0               | -                  | -                  | -                  | -          | -          | -          | 0      | 0      |
| Totale Start     | Totale Start     | Totale Start     | 48+1       | 5+0        |                 | 2               | 2               |                    | -                  | -                  |            | -          | -          | 51     | 7      |
| lug.-dic. 2018   | Jerv             | 1D               | 15         | 2          | CN              | -               | -               | -                  | -                  | -                  | -          | -          | -          | 15     | 2      |
| 2019             | Jerv             | 1D               | 27         | 2          | CN              | 2               | 1               | -                  | -                  | -                  | -          | -          | -          | 29     | 3      |
| 2020             | Jerv             | 1D               | 20         | 2          | -               | -               | -               | -                  | -                  | -                  | -          | -          | -          | 20     | 2      |
| Totale Jerv      | Totale Jerv      | Totale Jerv      | 62         | 6          |                 | 2               | 1               |                    | -                  | -                  |            | -          | -          | 64     | 7      |
| Totale           | Totale           | Totale           | 190+1+     | 29+0+      |                 | 9+              | 3+              |                    | -                  | -                  |            | -          | -          | 200+   | 32+    |